# Csörög
Csörög község Pest vármegyében, a Váci járásban, a budapesti agglomerációban található a Budapest–Vácrátót–Vác-vasútvonal mellett.

## Fekvése
Vác délkeleti szomszédjában fekvő település. Közúton Vác és Vácrátót felől is a 2104-es úton, déli szomszédja, Sződ felől a 21 112-es számú mellékúton érhető el. Érinti a Budapest–Vácrátót–Vác-vasútvonal is, melynek egy megállási pontja van itt, Csörög megállóhely, a belterület északi szélén.

## Története
Csörög földrajzi adottságai már az őskori ember számára is vonzóak voltak a letelepedésre. Jellegzetes alakzat a miocén (föld-történeti harmadkori) eredetű csörögi Kígyó-hegy, amely vulkanikus eredetű andezit kőzetből áll.
Érdekessége, hogy tulajdonképpen egy telér része, mely a Keleti-Cserhátból sugárirányban induló „kőzet- folyamok” közül a leghosszabb, 21 km. A kelet-nyugati irányban hosszan elnyúló „hasadékvulkán” 221m magas (a Gellért-hegy 235 m). A kúp alakú hegy oldalában a középkortól fogva szőlőt termesztettek.
A falunak ezt a részét hívták Nagycsörögnek, a hegy alatti részt pedig az országút másik oldalán Kiscsörögnek. Szintén a korai megtelepedést segítették a környéken folyó patakok, például a Hartyáni- és a Sződ–Rákos-patak.
Csörög neve a csörge, ’csermely’ szóból származik, de van a 19. századból egy népetimológiás névmagyarázat is, mely szerint „ Vácz felöl van a Csörög puszta, jelenleg híres bortermesztő hegy, mely elnevezését onnan vette, hogy tele van apró kövekkel, melyek zivatarkor a hegyen meglódulván csörögve aláhullanak”. (Ezt Volentics Bálint sződi bíró jegyezte le 1865-ben.)
A legkorábbi történeti emlék a bronzkorból származik. A csörögi hegy tetején erődítés nyomait találták 1881-ben, s ezt Tragor Ignác neves váci régész is megerősítette, de egy 1984-es régészeti bejárás során már nem találtak erődítésnyomokat. Mivel azonban a magaslati helyek védelmet nyújtottak a korai ember számára, valószínűsíthető, hogy valamilyen sánc-, vagy földvárszerű építmény lehetett ott. A 19. században kő- és cseréptöredékek kerültek elő ezen ősi településről.
Az úgynevezett hatvani kultúrához tartozó, valamint kelta cseréptöredékek és edények találtak a régészek a Hartyán-patak feletti dombon (ma téesz-központ), s ugyancsak innen származnak római kori edénytöredékek, amelyek kvád eredetűek. A váci Tragor Ignác Múzeumban a Vác évszázadai c. helytörténeti kiállításon látható ma is egy Csörögből származó kelta edény. A csörögi szőlőknél pedig kelta temetővel számolnak a régészek.
A középkori leletanyag szintén gazdag cserép- és edénytöredékekben, például a 8-9. századból barna és fekete, tölcséresen kifelé álló, ferdén levágott szélű fazékperemek kerültek elő. A legjelentősebb Csörögből származó régészeti emlék a honfoglalás korából származó „csörögi kard”, melyet Tragor Ignác a következőképpen ír le: „1896-ban néhai Szekeres István csörögi szöllejében fordítás alkalmával rozsdamarta kettétört kardot találtak a munkások. A jellemző hármas cikkelyre osztott markolatgombnál, a rövid vastag és végén ív alakban metszett keresztvasnál és a mindegyiken lévő ezüstbetétű fonadékos díszítésnél fogva a Karoling-kori típushoz tartozik, mely típus 800-1000 között volt Közép- és Észak-Európában elterjedve. Magyarország területéről a mi kardunkon kívül csak két nagy frank kard ismeretes, ezek a prágai Szent István-kard, és a Turócszentmártonban talált.” Ilyen kardot egyébként a Megyer törzsből származó honfoglaló magyarok használtak.
A középkorból több okleveles említése fennmaradt Csörögnek, 1295-ben Churg, 1334-ben Cherg, 1476-86-ban pedig Chereg néven említik, mint Duka birtok szomszédságát. E századokban Csörög a váci püspökség jobbágyfalva lehetett, egész a török időkig.
A török uralom 1544-től 1685-ig tartott a környéken, melyet csak Sződ vészelt át 4 lakossal. A török kor elején Csörög, Sződ, Duka, Rátót, Göd még virágzó falvak voltak, de már a 17. század első felére pusztává váltak. Ennek oka a Vác megszerzéséért és megtartásáért vívott gyakori harc volt a török és a császári seregek között. A török közigazgatási beosztás szerint Vác és környéke a budai szandzsákhoz, azon belül a váci náhijéhez ( kerület) tartozott. A korszak elejéről fennmaradtak török adóösszeírások (defterek), melyek szerint a 16. század 90-es évtizedéig Csörög virágzó falu volt, s lakosait, mint a török területek határán lévő falvakat általában, sújtotta a kettős adóztatás, tehát a török birtokosoknak és volt földesuruknak, a váci püspöknek egyaránt adóztak. A törökök 1546-ban 37 főt írtak össze Csörögben. Ezek csak a felnőtt férfiak, hiszen az adózásnál őket vették figyelembe. Ugyanekkor Dukán 16 főt írtak össze, Sződön 57-et. 1590-ben, az utolsó török összeíráskor Csörögöt 94 felnőtt férfi lakta, Duka ekkor már három évtizede puszta volt, Sződön pedig 72 volt a felnőtt férfiak száma. Ezekből az adatokból úgy tűnik, hogy Csörög a török uralom első évtizedeiben gyarapodott, ekkor szerezték meg például lakosai a Guti Főd pusztát szántóföldnek, és ugyancsak a falu szántóföldje volt a Nagy- és Kis- Szór földje. A szőlőterületeket is gyarapították a határban és a Naszály hegyen. Csörögnek voltak török földesurai is, például egy bizonyos Abdurrahman hodzsa.
A falu gazdagsága a tizenöt éves háború idején és után szűnt meg, ekkor vált a terület fokozatosan pusztává. A török uralom végén visszakerült a váci püspökök tulajdonába, akik váci polgároknak adták bérbe szántásra, szőlőtermesztésre és legeltetésre a csörögi területeket. A korszakból Csörögnek a következő említései maradtak fenn: 1628- Czeorg, 1634- Czergeő, 1657-Csőrg, 1678-Csórg, 1723-Csörögh, s ettől kezdve így szerepel a helynévösszeírásokban. A török uralom 1544-től 1685-ig tartott a környéken, melyet csak Sződ vészelt át 4 lakossal. A török kor elején Csörög, Sződ, Duka, Rátót, Göd még virágzó falvak voltak, de már a 17. század első felére pusztává váltak. Ennek oka a Vác megszerzéséért és megtartásáért vívott gyakori harc volt a török és a császári seregek között. A török közigazgatási beosztás szerint Vác és környéke a budai szandzsákhoz, azon belül a váci náhijéhez (kerület) tartozott.
A középkorból több okleveles említése fennmaradt Csörögnek, 1295-ben Churg, 1334-ben Cherg, 1476-86-ban pedig Chereg néven említik, mint Duka birtok szomszédságát. E századokban Csörög a váci püspökség jobbágyfalva lehetett, egész a török időkig.
Az 1700-as évekből kevés Csörögre vonatkozó említés maradt fenn, melyek közül a jelentősebbek a következők:
A század első évtizedeiben Csörög pusztát a váci polgárok bérelték a püspöktől (pl. 1714-es szerződés). 1723-ból fennmaradt egy határjárási jegyzőkönyv, melyben tanúk bizonyítják, hogy Csörög sohasem tartozott Sződhöz, csakis Váchoz. Egy 1742. december 18-án keletkezett oklevél szerint Vácot felosztották Püspökvácra és Káptalanvácra, melyben Csörögöt a püspök kéri magának. 1761-es és 68-as oklevelek szerint is váci lakosok szőlői és szántói voltak Csörög pusztán. 1782-ben azonban már Grassalkovich Antallal egyezkedik (aki a gödi puszta és Sződ földbirtokosa 1736 óta) Vác város a csörögi rét haszonbérletéről. Ettől fogva több évtizedes pereskedésben álltak a sződiek több környékbeli puszta birtoklásáért Vác várossal. Ami bizonyos, 1787 óta szerepel Csörög az anyakönyvekben, tehát már ismét születtek ide emberek, de ekkor már mint Sződhöz tartozó majort tüntették fel (1812-ben 5 római katolikus lakosa volt már), de a Csöröghöz tartozó rétekért még harminc év múlva is pereskedtek a váciak a váci püspökkel.
1796-ban Csörög gazdasági adatai az alábbiak voltak: tulajdonosai a váci püspök és herceg Grassalkovich Antal, s területén 31 hold szántó, 68 hold szőlő és kert, 783 hold rét és legelő, valamint 882 hold erdő volt található.
Az 1800-as években Csörög több nemesi lakkal gazdagodott. 1810 körül épült a mai csörögi vasútállomás mellett a Holló-kúria (ma sajtgyár). Az épület klasszicista stílusú, földszintes, alaprajza U alakú, hátul tornácos. (1945 után tangazdaságként működött, majd a Szobi Szörpgyár egyik üzeme lett, utána az Erdei Termék Vállalat, ma a Romadur kft. tulajdona.)
Adataink szerint 1820 körül épült Sződön, illetőleg a hozzá tartozó „Csőreg pusztán” a Várkonyi-kúria. Semmi biztosat nem tudunk róla, talán ez a Csörögi út 5. sz. alatti épület. 1830 körül épült az Árpádmajorban, ma Csörögi utca 8. sz. a Gajári-, később Bornemissza- kúria. A szintén földszintes klasszicista épület téglalap alaprajzú, 424 hold terület tartozott hozzá. A Gajáriak 1888-ban kaptak nemesi címet. Az építtető Gajári Antal fia, Gajári Géza 1890-ben Vác polgármestere, 1896-ban pedig a kerület országgyűlési képviselője lett. Az 1900-as években a kúriát Bornemissza Géza festőművész vette meg, aki később a nagybányai festőiskolához csatlakozott. 1945 után lakásokat alakítottak ki az épületben, ma is lakják, sajnos igen rossz állapotban van.
Egy valamikori kúriához tartozhatott az a két díszes kapuoszlop, melyet a Csörögi-hegyen találtunk (Sima utca). Ennek az egykori épületnek nem akadtunk nyomára a szakirodalomban, de a helyiek elmondása szerint itt egy jelentősebb épület állhatott, építtetőjeként egy grófnőt emlegetnek (Grassalkovich?), aki egy kriptát is elkezdett építtetni családjának a szemben lévő dombon . Az ehhez a kriptához vezető útra 8 fenyőfát ültettetett (a mese szerint ennyi helyet képeztek ki a kriptában), melyekből ma már csak 7 áll. A dombon a sírkamra maradványai is megtalálhatók. E feltételezett kastély kertjében állt az az Orbán- szobor, amely ma a sződi katolikus templom mögött látható. A szobrot néhány évvel ezelőtt vitték oda a hegyről.
Az 1848-49-es szabadságharc folyamán két váci csatát vívtak, melyeknek csörögi vonatkozásaik is vannak. Az első váci csatát 1849. április 10–én a dicsőséges tavaszi hadjárat egyikeként vívták. Erről a váci ferences barátok így írtak: „A harc délelőtt kb. 11 órától egészen délután fél kettőig tartott. A hadsorok először a Csörög nevű szőlőhegynél csaptak össze .” A második váci csatának, mely 1849. július 15-22-ig tartott, de vesztes volt, egy része szintén a csörögi szőlőknél zajlott. A feljegyzések szerint mindkét hadsereg sok embert veszített ekkor, még évtizedek múlva is kerültek elő emberi csontok a hegy lábánál.
1849 után Csörög területeinek birtokosai voltak Vác városa, a váci püspök és Sződ község. A Grassalkovichok ekkortól már nem tulajdonosok. Azt, hogy Csörög mely területeit birtokolták az egyes tulajdonosok, egyelőre nem tudtuk kideríteni. De egy 1854-55-ös birtokperről az alábbi feljegyzést leltük: „Miután a derecskei és csörögi réteknek újabb elkótyálását elrendelte a t. Tanács (Vác város), a telektulajdonosok a nagyméltóságú Helytartósághoz folyamodtak”. A „kótyálás” a további rendelkezésig elhalasztatott, majd 1855-ben a rétet a városnak ítélték, de nem jogerősen. 1867-ben is vannak Vác birtokában „csörgi cenzuális (bérletbe adott) földek” egy feljegyzés szerint.
2001-ig Csörög közigazgatásilag nem volt önálló, Sződ részét képezte. Önálló községgé csak a köztársasági elnök 2001. év augusztus 23-án kelt határozatával vált, amely határozat a következő önkormányzati választás napjával, vagyis 2002. október 20-ával vált hatályossá.

## Közélete

### Polgármesterei
- 2002–2006: Dugántsi Ildikó Anna (MSZP) – 2 jelölt közül 379 db [59,50%] szavazatot kapott (1187 szavazásra jogosultból 637 fő adott le érvényes szavazatot)[4]
- 2006–2007: Hegedüsné Kripák Ildikó (független) – 4 jelölt közül, az előző polgármestert is legyőzve 260 db [33,64%] szavazatot kapott (1399 szavazásra jogosultból 773 fő adott le érvényes szavazatot)[5]
- 2007–2010: Hegedüsné Kripák Ildikó (független) – 4 jelölt közül 279 db [37,15%] szavazatot kapott (1428 szavazásra jogosultból 751 fő adott le érvényes szavazatot)[6]
- 2010–2014: Dr. Császár Károlyné (független) – 5 jelölt közül, az előző polgármestert is legyőzve 296 db [97,71%] szavazatot kapott (1506 szavazásra jogosultból 768 fő adott le érvényes szavazatot)[7]
- 2014–2019: Hegedüsné Kripák Ildikó (független) – 7 jelölt közül, az előző polgármestert is legyőzve 263 db [39,02%] szavazatot kapott (1550 szavazásra jogosultból 674 fő adott le érvényes szavazatot)[8]
- 2019–2024: Szorcsik József (független) – 3 jelölt közül, az előző polgármestert is legyőzve 358 db [50,0%] szavazatot kapott (1663 szavazásra jogosultból 716 fő adott le érvényes szavazatot)[9]
- 2024– : Szorcsik József (Fidesz-KDNP)[1]

A településen 2007. november 18-án időközi polgármester-választást (és képviselő-testületi választást) kellett tartani, az előző képviselő-testület önfeloszlatása miatt. A választáson az addigi polgármester is elindult, és meg is nyerte azt.

### Országgyűlési képviselői
- 1990–1994: Dr. Leitner Gábor (KDNP), a teljes választókerületben 8573 db [49.30%] szavazatot kapott (37 883 szavazásra jogosultból 17 390 fő adott le érvényes szavazatot)[11]
- 1994–1998: Dr. Leitner Gábor (KDNP), a teljes választókerületben 7983 db [38.40%] szavazatot kapott (39 145 szavazásra jogosultból 20 790 fő adott le érvényes szavazatot)[12]
- 1998–2002: Harrach Péter Pál (Fidesz-KDNP), a teljes választókerületben 12 927 db [56,47%] szavazatot kapott (42 065  szavazásra jogosultból 22 890 fő adott le érvényes szavazatot)[13]
- 2002–2006: Harrach Péter Pál (Fidesz-KDNP), a teljes választókerületben 20 314 db [58,84%] szavazatot kapott (46 140  szavazásra jogosultból 34 522 fő adott le érvényes szavazatot)[14]
- 2006–2010: Harrach Péter Pál (Fidesz-KDNP), a teljes választókerületben 17 037 db [54,27%] szavazatot kapott (49 459 szavazásra jogosultból 31 394 fő adott le érvényes szavazatot)[15]
- 2010–2014: Harrach Péter Pál (Fidesz-KDNP), a teljes választókerületben 19 766 db [55,75%] szavazatot kapott (52 840 szavazásra jogosultból 35 453 fő adott le érvényes szavazatot)[16]
- 2014–2018: Harrach Péter Pál (Fidesz-KDNP), a teljes választókerületben 22 193 db [46.78%] szavazatot kapott (74 027 szavazásra jogosultból 47 441 fő adott le érvényes szavazatot)[17]
- 2018–2022: Rétvári Bence (Fidesz-KDNP), a teljes választókerületben 27 559 db [51,41%] szavazatot kapott (73 884 szavazásra jogosultból 53 608 fő adott le érvényes szavazatot)[18]
- 2022– : …

## Népesség
A település népességének változása:
| Lakosok száma | 1891 | 1891 | 2046 | 2160 | 2125 | 1943 | 1958 |
|               | 2013 | 2014 | 2018 | 2021 | 2022 | 2023 | 2024 |

A 2011-es népszámlálás során a lakosok 89,7%-a magyarnak, 12,4% cigánynak, 0,4% görögnek, 1% németnek, 0,8% románnak, 0,2% szlováknak mondta magát (10,2% nem nyilatkozott; a kettős identitások miatt a végösszeg nagyobb lehet 100%-nál). A vallási megoszlás a következő volt: római katolikus 37,4%, református 7,5%, evangélikus 1,8%, görögkatolikus 0,4%, felekezeten kívüli 14,2% (34,3% nem nyilatkozott).
2022-ben a lakosság 87,4%-a vallotta magát magyarnak, 7,4% cigánynak, 0,8% németnek, 0,6% görögnek, 0,4% románnak, 0,2% szlováknak, 0,1-0,1% lengyelnek, bolgárnak, ruszinnak és ukránnak, 2,2% egyéb, nem hazai nemzetiségűnek (12,3% nem nyilatkozott; a kettős identitások miatt a végösszeg nagyobb lehet 100%-nál). Vallásuk szerint 23,9% volt római katolikus, 4,9% református, 1,3% evangélikus, 0,3% görög katolikus, 0,1% ortodox, 3,6% egyéb keresztény, 0,3% egyéb katolikus, 18,4% felekezeten kívüli (46,9% nem válaszolt).

## Nevezetességei
Pantali Sándor festőművész, művésztanár

## Tömegközlekedés
- Helyközi autóbuszjáratok:342, 343, 344, 347, 348, 455